# Comisionado para los Derechos Humanos (Rusia)
El Comisionado para los Derechos Humanos en la Federación Rusa es un funcionario designado por la Duma Estatal, la cámara baja de la Asamblea Federal de Rusia, para examinar las quejas de ciudadanos rusos y extranjeros y apátridas en el territorio de Rusia contra decisiones o acciones de organismos y funcionarios estatales.
Esta institución fue introducida por primera vez en la práctica rusa por la Constitución de 1993, que establece que el Comisionado para los Derechos Humanos es nombrado por la Duma Estatal y actúa de conformidad con el derecho constitucional federal. La persona autorizada en el ejercicio de sus facultades es independiente y no rinde cuentas a ningún organismo o funcionario gubernamental. Una institución de este tipo que existe en diferentes países se denomina colectivamente defensor del pueblo, aunque los títulos oficiales del cargo son diferentes en los distintos países.

## Historia
El 22 de noviembre de 1991, el Soviet Supremo, entonces Parlamento de Rusia, aprobó la Declaración de los Derechos del Hombre y del Ciudadano, en cuyo artículo 40 se preveía la creación del cargo de Comisionado Parlamentario para los Derechos Humanos, y se establecía que debían ser "nombrados por el Soviet Supremo por un período de cinco años. es responsable ante ella y goza de la misma inmunidad que el diputado popular de la RSFSR". El posterior colapso de la URSS llevó al hecho de que esta posición no se introdujo durante los dos años siguientes.
El cargo de Comisionado para los Derechos Humanos en Rusia fue introducido por la Constitución rusa de 1993. Sin embargo, la formación de esta institución se llevó a cabo con gran dificultad. El primer Comisario fue Serguéi Kovalev, nombrado por la Duma Estatal el 17 de enero de 1994. Al mismo tiempo, encabezó la Comisión Presidencial de Derechos Humanos, creada el 1º de noviembre de 1993. La comisión estaba facultada para examinar denuncias de violaciones de derechos humanos a fin de investigar estos hechos. En el momento del nombramiento de Kovalyov, no existía ninguna ley federal que regulara las actividades del Defensor del Pueblo. Por lo tanto, sus actividades estaban reguladas por un decreto presidencial, que obligaba a los funcionarios a proporcionar al Defensor del Pueblo la información necesaria para sus actividades, y también establecía que, antes de la aprobación de la ley constitucional pertinente, el Comisionado debía ejercer las facultades que le habían sido conferidas como presidente de la Comisión de Derechos Humanos.
En marzo de 1995, la Duma Estatal revocó la decisión sobre el nombramiento de Kovalyov y el puesto de Comisario permaneció vacante durante los tres años siguientes. A finales de diciembre de 1996 se aprobó la Ley constitucional federal sobre el Comisionado para los Derechos Humanos en la Federación de Rusia. Sólo en mayo de 1998, el comunista Oleg Mironov sucedió a Kovalyov como comisionado, recibiendo 340 de los 450 votos de los parlamentarios. Sus sucesores (Vladímir Lukin y Ella Pamfilova) fueron nombrados a propuesta del presidente de Rusia, Vladímir Putin.

## Requisitos para la candidatura
Un ciudadano de la Federación de Rusia, de al menos 35 años de edad, que tenga conocimientos en la esfera de los derechos y libertades humanos y civiles, y experiencia en su protección, podría ser nombrado para el cargo de Comisionado. El Comisionado es nombrado por un período de cinco años a partir del momento de prestar juramento.

## Objetivos de la actividad
De conformidad con la Ley constitucional federal del Comisionado para los Derechos Humanos, el Comisionado promueve:
- restablecimiento de los derechos violados,
- mejorar la legislación rusa en materia de derechos humanos y armonizarla con los principios y normas del derecho internacional generalmente reconocidos;
- el desarrollo de la cooperación internacional en la protección de los derechos humanos,
- Educación jurídica sobre los derechos humanos y las libertades, formas y métodos de su protección.

## Eficacia de la institución
No existen criterios uniformes para la eficacia del Defensor del Pueblo. Sin embargo, en los informes del Defensor del Pueblo se publica información sobre el trabajo con las reclamaciones de los ciudadanos. Al mismo tiempo, el indicador más importante de la eficiencia es la proporción de reclamaciones respecto de las cuales el Defensor del Pueblo pudo restablecer los derechos del solicitante. Además, también es importante el derecho del Defensor del Pueblo a presentar una reclamación ante el Tribunal Constitucional en interés del solicitante. Este derecho da (en caso de satisfacción de la reclamación) la oportunidad de declarar inconstitucionales las leyes aplicadas en el caso del solicitante, lo que permite la revisión de los casos en los que se aplicó esta ley inconstitucional (incluso si no se aplicaron al Defensor del Pueblo).

## Incidentes
El 22 de junio de 2018, el activista Andrei Kiselyov llegó a la sala de recepción de la Oficina del Defensor del Pueblo y organizó un único piquete en la entrada en apoyo de los acusados arrestados en el caso «Nueva Grandeza». Un empleado de la Oficina del Defensor del Pueblo invitó a Kiselyov a una sala especial para que redactara una solicitud dirigida al Defensor del Pueblo. El activista ingresó allí con dos periodistas. El oficial le dio un papel y llamó a la policía. Los policías llevaron a Kiselyov directamente a la oficina de policía en presencia de periodistas. Allí se elaboró un protocolo contra él en virtud del artículo 20.2 del Código de Infracciones Administrativas por realizar un único piquete no autorizado durante la Copa Mundial de la FIFA.

## Lista de los Comisionados
| Retrato | Retrato | Nombre             | Inicio                | Final                 | Duración                  | Presidente                     |
| ------- | ------- | ------------------ | --------------------- | --------------------- | ------------------------- | ------------------------------ |
| 1       |         | Serguéi Kovalev    | 17 de enero de 1994   | 10 de marzo de 1995   | 1 año, 1 mes y 24 días    | Borís Yeltsin (1991-1999)      |
| 2       |         | Oleg Mironov       | 22 de mayo de 1998    | 13 de febrero de 2004 | 5 años, 8 meses y 22 días | Vladímir Putin (2000-2008)     |
| 3       |         | Vladímir Lukin     | 13 de febrero de 2004 | 18 de marzo de 2014   | 10 años, 1 mes y 5 días   | Dmitri Medvédev (2008-2012)    |
| 4       |         | Ella Pamfilova     | 18 de marzo de 2014   | 25 de marzo de 2016   | 2 años y 7 días           | Vladímir Putin (2012-presente) |
| 5       |         | Tatiana Moskalkova | 25 de marzo de 2016   | Títular               | 9 años, 1 mes y 8 días    | Vladímir Putin (2012-presente) |